# Melinoides detersaria
Melinoides detersaria är en fjärilsart som beskrevs av Herrich-Schäffer 1855. Melinoides detersaria ingår i släktet Melinoides och familjen mätare. Inga underarter finns listade i Catalogue of Life.